# Japan Open 1999
Die Japan Open 1999 im Badminton fanden vom 6. bis zum 11. April 1999 in Yoyogi, Tokio statt. Das Preisgeld betrug 180.000 US-Dollar, was dem Turnier zu einem Fünf-Sterne-Status im Grand-Prix-Circuit verhalf.

## Sieger und Platzierte
| Disziplin    | Gold                      | Silber                     | Bronze                                  |
| ------------ | ------------------------- | -------------------------- | --------------------------------------- |
| Herreneinzel | Peter Gade                | Sun Jun                    | Wong Choong Hann                        |
| Herreneinzel | Peter Gade                | Sun Jun                    | Chen Hong                               |
| Dameneinzel  | Ye Zhaoying               | Gong Zhichao               | Gong Ruina                              |
| Dameneinzel  | Ye Zhaoying               | Gong Zhichao               | Kim Ji-hyun                             |
| Herrendoppel | Ha Tae-kwon Kim Dong-moon | Lee Dong-soo Yoo Yong-sung | Tony Gunawan Candra Wijaya              |
| Herrendoppel | Ha Tae-kwon Kim Dong-moon | Lee Dong-soo Yoo Yong-sung | S. Antonius Budi Ariantho Denny Kantono |
| Damendoppel  | Ge Fei Gu Jun             | Huang Nanyan Yang Wei      | Chung Jae-hee Ra Kyung-min              |
| Damendoppel  | Ge Fei Gu Jun             | Huang Nanyan Yang Wei      | Gong Ruina Zhou Mi                      |
| Mixed        | Ge Fei Liu Yong           | Chung Jae-hee Ha Tae-kwon  | Yang Wei Zhang Jun                      |
| Mixed        | Ge Fei Liu Yong           | Chung Jae-hee Ha Tae-kwon  | Kim Dong-moon Ra Kyung-min              |

## Finalergebnisse
| Disziplin    | Sieger                    | Finalist                   | Ergebnis           |
| ------------ | ------------------------- | -------------------------- | ------------------ |
| Herreneinzel | Peter Gade                | Sun Jun                    | 15-3, 15-12        |
| Dameneinzel  | Ye Zhaoying               | Gong Zhichao               | 1-11, 11-5, 11-6   |
| Herrendoppel | Ha Tae-kwon Kim Dong-moon | Lee Dong-soo Yoo Yong-sung | 15-6, 15-4         |
| Damendoppel  | Ge Fei Gu Jun             | Yang Wei Huang Nanyan      | 12-15, 17-16, 15-5 |
| Mixed        | Liu Yong Ge Fei           | Ha Tae-kwon Chung Jae-hee  | 15-1, 15-3         |

## Ergebnisse

### Herreneinzel
- Peter Gade –  Anupap Thiraratsakul: 15-7 / 15-2
- Bruce Flockhart –  Yousuke Nakanishi: 15-5 / 15-9
- Dong Jiong –  Akihiro Kishida: 15-8 / 15-5
- Chien Yu-hsiu –  Takahiro Suka: 15-11 / 15-4
- Yong Hock Kin –  Tetsuyoshi Watanabe: 15-7 / 15-7
- Ahn Jae-chang –  Hidetaka Yamada: 15-9 / 15-4
- Yohan Hadikusumo Wiratama –  Josemari Fujimoto: 13-15 / 15-2 / 15-13
- Shinji Ohta –  Simone Vincenzi: 15-3 / 15-1
- Budi Santoso –  Naoshige Kataoka: 15-6 / 15-12
- Shinnosuke Murata –  Chang Jeng-shyuang: 13-15 / 17-14 / 15-13
- Wong Choong Hann –  Ryo Nihei: 15-6 / 15-11
- Kazuhiro Shimogami –  Toshinobu Hashimoto: 15-9 / 15-13
- Chen Gang –  Shon Seung-mo: 7-15 / 15-4 / 15-9
- Keita Masuda –  Salim: 5-15 / 15-4 / 15-12
- Marleve Mainaky –  Mark Constable: 15-5 / 15-11
- Wu Chun-sheng –  Shuichi Sakamoto: 15-4 / 15-12
- Tsutomu Kinjo –  Allan Nielsen: 15-6 / 15-6
- Ong Ewe Hock –  Toru Matsumoto: 15-3 / 15-4
- Luo Yigang –  Takaaki Hayashi: 12-15 / 15-7 / 15-1
- Hendrawan –  Hideki Yamada: 15-10 / 12-15 / 15-5
- Lee Hyun-il –  Daisuke Yoshikawa: 15-11 / 15-2
- Jeffer Rosobin –  Tadashi Ohtsuka: 15-9 / 15-7
- Liu En-hung –  Masafumi Hirayama: 15-6 / 15-12
- Sun Jun  –  Takaaki Taniuchi: 15-8 / 15-7
- Ardy Wiranata –  Hideki Furukawa: 15-9 / 15-3
- Heryanto Arbi –  Keishi Kawaguchi: 15-8 / 15-4
- Chen Wei –  Colin Haughton: 15-13 / 15-10
- Peter Rasmussen –  Shuichi Nakao: 15-7 / 15-5
- Fumihiko Machida –  Andrej Pohar: 15-7 / 15-2
- Chen Hong –  Irwansyah: 11-15 / 15-10 / 15-6
- Shinya Ohtsuka –  Kim Gi-suk: 15-3 / 15-4
- Boonsak Ponsana –  Fung Permadi: 15-11 / 15-8
- Peter Gade –  Bruce Flockhart: 15-8 / 15-4
- Chien Yu-hsiu –  Dong Jiong: 15-10 / 15-12
- Ahn Jae-chang –  Yong Hock Kin: 14-17 / 15-10 / 15-7
- Yohan Hadikusumo Wiratama –  Shinji Ohta: 15-4 / 15-9
- Budi Santoso –  Shinnosuke Murata: 15-8 / 15-3
- Wong Choong Hann –  Kazuhiro Shimogami: 15-8 / 15-5
- Keita Masuda –  Chen Gang: 4-15 / 15-11 / 15-2
- Marleve Mainaky –  Wu Chun-sheng: 15-3 / 15-7
- Ong Ewe Hock –  Tsutomu Kinjo: 15-3 / 15-4
- Luo Yigang –  Hendrawan: 8-15 / 15-11 / 15-1
- Jeffer Rosobin –  Lee Hyun-il: 15-13 / 15-9
- Sun Jun  –  Liu En-hung: 15-4 / 15-3
- Heryanto Arbi –  Ardy Wiranata: 15-10 / 9-15 / 15-6
- Peter Rasmussen –  Chen Wei: 15-5 / 10-15 / 15-12
- Chen Hong –  Fumihiko Machida: 15-3 / 15-11
- Boonsak Ponsana –  Shinya Ohtsuka: 15-11 / 11-15 / 15-4
- Peter Gade –  Chien Yu-hsiu: 15-1 / 15-3
- Yohan Hadikusumo Wiratama –  Ahn Jae-chang: 15-8 / 15-13
- Wong Choong Hann –  Budi Santoso: 15-7 / 17-14
- Marleve Mainaky –  Keita Masuda: 15-3 / 15-7
- Ong Ewe Hock –  Luo Yigang: 15-13 / 2-15 / 15-9
- Sun Jun  –  Jeffer Rosobin: 15-7 / 15-10
- Peter Rasmussen –  Heryanto Arbi: 15-1 / 15-11
- Chen Hong –  Boonsak Ponsana: 15-9 / 17-14
- Peter Gade –  Yohan Hadikusumo Wiratama: 15-2 / 15-4
- Wong Choong Hann –  Marleve Mainaky: 15-12 / 15-11
- Sun Jun  –  Ong Ewe Hock: 11-15 / 15-4 / 15-3
- Chen Hong –  Peter Rasmussen: 17-14 / 12-15 / 15-13
- Peter Gade –  Wong Choong Hann: 15-8 / 15-12
- Sun Jun  –  Chen Hong: 15-9 / 15-12
- Peter Gade –  Sun Jun: 15-3 / 15-10

### Dameneinzel
- Asuka Kuge –  Maria Luisa Mur: 11-3 / 11-3
- Tomoko Nakayama –  Lee Ji Sun: 5-11 / 11-1 / 11-2
- Sujitra Ekmongkolpaisarn –  Eriko Motegi: 3-11 / 11-5 / 11-0
- Jihyun Marr –  Yumi Akashi: 11-6 / 11-3
- Mayumi Ito –  Agnese Allegrini: 11-4 / 11-5
- Machiko Yoneya –  Rebecca Pantaney: 11-5 / 10-13 / 11-7
- Lee Hyo-jung –  Sachiko Sekimoto: 11-3 / 11-2
- Maja Pohar –  Mika Anjo: 11-8 / 13-11
- Takako Ida –  Lee Kyung-won: 13-10 / 11-0
- Hiroko Nagamine –  Asuka Kuge: 11-1 / 7-11 / 11-5
- Gong Zhichao –  Shizuka Yamamoto: 11-3 / 11-1
- Kaori Mori –  Tomoko Nakayama: 10-13 / 11-9 / 11-8
- Zhou Mi –  Maiko Ichimiya: 11-7 / 11-4
- Sujitra Ekmongkolpaisarn –  Chihiro Ohsaka: 11-8 / 11-4
- Jihyun Marr –  Rie Ichihashi: 11-1 / 11-0
- Mayumi Ito –  Machiko Yoneya: 7-11 / 11-8 / 11-5
- Zhang Ning –  Kanako Yonekura: 11-7 / 13-12
- Kyoko Komuro –  Lee Hyo-jung: 11-5 / 9-11 / 13-10
- Ye Zhaoying –  Fumi Iwawaki: 11-1 / 11-1
- Maja Pohar –  Miho Harutake: 11-6 / 11-3
- Yasuko Mizui –  Miyo Akao: 11-4 / 11-6
- Takako Ida –  Yae Takano: 11-2 / 11-9
- Gong Ruina –  Keiko Takeno: 11-2 / 11-5
- Satomi Igawa –  Dai Yun: w.o.
- Miho Tanaka –  Ellen Angelina: w.o.
- Satomi Igawa –  Hiroko Nagamine: 11-9 / 11-4
- Gong Zhichao –  Kaori Mori: 11-2 / 11-1
- Zhou Mi –  Sujitra Ekmongkolpaisarn: 11-1 / 7-11 / 11-9
- Jihyun Marr –  Miho Tanaka: 11-3 / 11-7
- Zhang Ning –  Mayumi Ito: 11-3 / 11-2
- Ye Zhaoying –  Kyoko Komuro: 11-1 / 11-6
- Yasuko Mizui –  Maja Pohar: 11-2 / 11-3
- Gong Ruina –  Takako Ida: 11-3 / 11-4
- Gong Zhichao –  Satomi Igawa: 11-4 / 11-3
- Jihyun Marr –  Zhou Mi: 3-11 / 13-11 / 11-8
- Ye Zhaoying –  Zhang Ning: 11-6 / 7-11 / 11-7
- Gong Ruina –  Yasuko Mizui: 11-0 / 11-6
- Gong Zhichao –  Jihyun Marr: 11-0 / 11-6
- Ye Zhaoying –  Gong Ruina: 11-5 / 11-6
- Ye Zhaoying –  Gong Zhichao: 1-11 / 11-5 / 11-6

### Herrendoppel
- Chen Qiqiu /  Liu Yong –  Akio Ishimoto /  Osamu Takeda: 15-3 / 15-8
- Choi Min-ho /  Jung Sung-gyun –  Josemari Fujimoto /  Naoshige Kataoka: 15-7 / 9-15 / 15-11
- Shuichi Nakao /  Shuichi Sakamoto –  Chien Yu-hsun /  Huang Shih-chung: 17-14 / 15-8
- Ha Tae-kwon /  Kim Dong-moon –  Toshio Masuda /  Ryo Nihei: 15-2 / 15-8
- Tatsuya Hirai /  Akihiro Kishida –  Shogo Inagaki /  Atsushi Yamashita: 15-9 / 15-6
- Tesana Panvisavas /  Pramote Teerawiwatana –  Keishi Kawaguchi /  Mitsuru Matsui: 15-2 / 15-11
- Takaaki Hayashi /  Katsuya Nishiyama –  Chen Hong /  Chen Wei: 15-11 / 15-3
- Shoji Sato /  Yuichi Shimokawa –  In Chol Jun /  Kousuke Yasumura: 15-13 / 15-11
- Karel Mainaky /  Reony Mainaky –  Masayuki Sakai /  Koichiro Tsuda: 15-10 / 15-11
- Lee Dong-soo /  Yoo Yong-sung –  Takayuki Kimura /  Hiroyuki Mino: 15-4 / 15-10
- Halim Haryanto /  Santoso Sugiharjo –  Kazuhiro Honda /  Akihiro Imai: 15-11 / 15-12
- Chan Chong Ming /  Jeremy Gan –  Fumihiko Machida /  Seiichi Watanabe: 15-6 / 15-11
- Kim Gi-suk /  Lee Hyun-il –  Naoya Mizusawa /  Hideki Yoshioka: 11-15 / 15-2 / 15-13
- Takanori Aoki /  Toru Matsumoto –  Shinnosuke Murata /  Allan Nielsen: 15-9 / 15-3
- Hiroshi Kagaya /  Masahiro Yabe –  Andrej Pohar /  Takahiro Suka: 15-6 / 15-6
- Chen Qiqiu /  Liu Yong –  Takuya Katayama /  Yuzo Kubota: 15-10 / 15-2
- Tony Gunawan /  Candra Wijaya –  Yosuke Muranaka /  Yoshiharu Tanoue: 15-4 / 15-3
- Choi Min-ho /  Jung Sung-gyun –  Shuichi Nakao /  Shuichi Sakamoto: 15-8 / 15-7
- Ricky Subagja /  Rexy Mainaky –  Shinji Ohta /  Takuya Takehana: 15-4 / 15-9
- Ha Tae-kwon /  Kim Dong-moon –  Tatsuya Hirai /  Akihiro Kishida: 15-2 / 15-4
- Simon Archer /  Nathan Robertson –  Norio Imai /  Hiroshi Ohyama: 15-9 / 15-12
- Tesana Panvisavas /  Pramote Teerawiwatana –  Takaaki Hayashi /  Katsuya Nishiyama: 15-9 / 17-15
- Karel Mainaky /  Reony Mainaky –  Shoji Sato /  Yuichi Shimokawa: 15-13 / 15-5
- Zhang Jun /  Zhang Wei –  Keita Masuda /  Tadashi Ohtsuka: 15-8 / 17-15
- Lee Dong-soo /  Yoo Yong-sung –  Halim Haryanto /  Santoso Sugiharjo: 15-10 / 15-9
- Chew Choon Eng /  Lee Wan Wah –  Akihiro Fukumuro /  Hiroyuki Yamaguchi: 15-13 / 15-11
- Chan Chong Ming /  Jeremy Gan –  Kim Gi-suk /  Lee Hyun-il: 15-2 / 15-6
- Lee Wei-jen /  Victo Wibowo –  Masafumi Hirayama /  Kazunori Kawasaki: 15-5 / 15-3
- Hiroshi Kagaya /  Masahiro Yabe –  Takanori Aoki /  Toru Matsumoto: 15-8 / 15-8
- S. Antonius Budi Ariantho /  Denny Kantono –  Toshifumi Nakamura /  Shinya Ohtsuka: 15-6 / 15-4
- Cheah Soon Kit /  Choong Tan Fook –  Hideka Fujiwara /  Hideyuki Munesue: w.o.
- Chen Qiqiu /  Liu Yong –  Cheah Soon Kit /  Choong Tan Fook: 15-12 / 15-10
- Tony Gunawan /  Candra Wijaya –  Choi Min-ho /  Jung Sung-gyun: 15-8 / 15-6
- Ha Tae-kwon /  Kim Dong-moon –  Ricky Subagja /  Rexy Mainaky: 15-5 / 15-6
- Simon Archer /  Nathan Robertson –  Tesana Panvisavas /  Pramote Teerawiwatana: 15-6 / 15-6
- Zhang Jun /  Zhang Wei –  Karel Mainaky /  Reony Mainaky: 15-5 / 15-11
- Lee Dong-soo /  Yoo Yong-sung –  Chew Choon Eng /  Lee Wan Wah: 15-12 / 15-10
- Chan Chong Ming /  Jeremy Gan –  Lee Wei-jen /  Victo Wibowo: 15-4 / 15-6
- S. Antonius Budi Ariantho /  Denny Kantono –  Hiroshi Kagaya /  Masahiro Yabe: 15-11 / 15-6
- Tony Gunawan /  Candra Wijaya –  Chen Qiqiu /  Liu Yong: 15-2 / 15-6
- Ha Tae-kwon /  Kim Dong-moon –  Simon Archer /  Nathan Robertson: 15-5 / 15-4
- Lee Dong-soo /  Yoo Yong-sung –  Zhang Jun /  Zhang Wei: 15-6 / 15-12
- S. Antonius Budi Ariantho /  Denny Kantono –  Chan Chong Ming /  Jeremy Gan: 15-6 / 15-3
- Ha Tae-kwon /  Kim Dong-moon –  Tony Gunawan /  Candra Wijaya: 17-15 / 3-15 / 15-11
- Lee Dong-soo /  Yoo Yong-sung –  S. Antonius Budi Ariantho /  Denny Kantono: 15-12 / 15-12
- Ha Tae-kwon /  Kim Dong-moon –  Lee Dong-soo /  Yoo Yong-sung: 15-6 / 15-4

### Damendoppel
- Huang Nanyan /  Yang Wei –  Mayumi Ito /  Shizuka Yamamoto: 15-3 / 15-3
- Emi Seki /  Machiko Yoneya –  Miki Ichihashi /  Rie Ichihashi: 15-10 / 15-8
- Sujitra Ekmongkolpaisarn /  Saralee Thungthongkam –  Chihiro Ohsaka /  Kanako Yonekura: 15-8 / 15-3
- Yukiko Kataito /  Miyuki Tai –  Jun Woul-sik /  Lee Ji Sun: 15-8 / 15-5
- Chung Jae-hee /  Ra Kyung-min –  Yoshiko Iwata /  Haruko Matsuda: 15-8 / 15-8
- Mariko Nakayama /  Keiko Yoshitomi –  Kayo Kito /  Yuko Uchida: 15-4 / 15-9
- Eti Tantra /  Cynthia Tuwankotta –  Izumi Kida /  Megumi Oniike: 15-7 / 15-7
- Maiko Ichimiya /  Tamami Nakajima –  Mitsue Tomita /  Manami Yamashita: 15-12 / 15-2
- Takae Masumo /  Chikako Nakayama –  Junko Yamada /  Seiko Yamada: 15-9 / 15-9
- Gong Ruina /  Zhou Mi –  Mao Kurokawa /  Tsubasa Sato: 15-1 / 15-7
- Jung Yeon-kyung /  Lee Hyo-jung –  Miyo Akao /  Satoko Suetsuna: 15-9 / 12-15 / 15-7
- Naomi Murakami /  Hiromi Yamada –  Emma Ermawati /  Vita Marissa: 15-11 / 15-6
- Yumi Akashi /  Naomi Kawaguchi –  Miho Harutake /  Chiyo Teramoto: 15-6 / 15-3
- Satomi Igawa /  Hiroko Nagamine –  Lim Pek Siah /  Joanne Quay: 15-8 / 15-8
- Mika Anjo /  Kaori Mori –  Agnese Allegrini /  Maria Luisa Mur: 15-5 / 15-1
- Ge Fei /  Gu Jun –  Kaori Saito /  Keiko Takeno: 15-8 / 15-4
- Huang Nanyan /  Yang Wei –  Emi Seki /  Machiko Yoneya: 15-2 / 15-2
- Sujitra Ekmongkolpaisarn /  Saralee Thungthongkam –  Yukiko Kataito /  Miyuki Tai: 15-6 / 15-6
- Chung Jae-hee /  Ra Kyung-min –  Mariko Nakayama /  Keiko Yoshitomi: 15-4 / 15-2
- Eti Tantra /  Cynthia Tuwankotta –  Maiko Ichimiya /  Tamami Nakajima: 13-15 / 15-2 / 15-7
- Gong Ruina /  Zhou Mi –  Takae Masumo /  Chikako Nakayama: 11-15 / 15-10 / 15-11
- Naomi Murakami /  Hiromi Yamada –  Jung Yeon-kyung /  Lee Hyo-jung: 15-5 / 15-12
- Yumi Akashi /  Naomi Kawaguchi –  Satomi Igawa /  Hiroko Nagamine: 15-9 / 9-15 / 17-15
- Ge Fei /  Gu Jun –  Mika Anjo /  Kaori Mori: 15-8 / 15-8
- Huang Nanyan /  Yang Wei –  Sujitra Ekmongkolpaisarn /  Saralee Thungthongkam: 15-4 / 15-8
- Chung Jae-hee /  Ra Kyung-min –  Eti Tantra /  Cynthia Tuwankotta: 15-10 / 15-7
- Gong Ruina /  Zhou Mi –  Naomi Murakami /  Hiromi Yamada: 15-10 / 15-5
- Ge Fei /  Gu Jun –  Yumi Akashi /  Naomi Kawaguchi: 15-3 / 15-5
- Huang Nanyan /  Yang Wei –  Chung Jae-hee /  Ra Kyung-min: 15-7 / 7-15 / 15-9
- Ge Fei /  Gu Jun –  Gong Ruina /  Zhou Mi: 15-5 / 15-3
- Ge Fei /  Gu Jun –  Huang Nanyan /  Yang Wei: 12-15 / 17-16 / 15-5

### Mixed
- Kim Dong-moon /  Ra Kyung-min –  Koji Miya /  Yoshiko Yonekura: 15-5 / 15-5
- Yasunori Sekine /  Kaori Saito –  Sumiyo Kanno /  Satoshi Noguchi: 15-3 / 15-5
- Bambang Suprianto /  Minarti Timur –  Chen Qiqiu /  Huang Nanyan: 15-7 / 15-3
- Keita Masuda /  Naomi Murakami –  Andrej Pohar /  Maja Pohar: 15-4 / 15-6
- Jung Sung-gyun /  Jun Woul-sik –  Takuya Katayama /  Yoshiko Iwata: 15-11 / 17-14
- Takashi Okuda /  Mitsue Tomita –  Simone Vincenzi /  Maria Luisa Mur: 15-2 / 15-6
- Liu Yong /  Ge Fei –  Fumitake Shimizu /  Fujimi Tamura: 15-3 / 15-7
- Hideki Yoshioka /  Ayako Goto –  Pang Cheh Chang /  Lim Pek Siah: 15-3 / 17-14
- Chen Gang /  Zhang Ning –  Tatsuya Hirai /  Izumi Kida: 15-5 / 15-8
- Imam Tohari /  Vita Marissa –  Chan Chong Ming /  Joanne Quay: 15-13 / 12-15 / 15-8
- Seiichi Watanabe /  Haruko Matsuda –  Allan Nielsen /  Miki Ichihashi: 15-8 / 15-3
- Ha Tae-kwon /  Chung Jae-hee –  Kenichi Sakita /  Kana Yasuda: 15-5 / 15-6
- Hiroshi Ohyama /  Naomi Kawaguchi –  Choi Min-ho /  Jung Yeon-kyung: 15-8 / 14-17 / 15-11
- Zhang Jun /  Yang Wei –  Shigeru Fukuda /  Keiko Yoshitomi: 15-3 / 15-4
- Fumihiko Machida /  Yasuko Mizui –  Tesana Panvisavas /  Saralee Thungthongkam: 15-13 / 15-5
- Wahyu Agung /  Emma Ermawati –  Shoji Sato /  Mariko Yamada: 15-4 / 15-2
- Kim Dong-moon /  Ra Kyung-min –  Yasunori Sekine /  Kaori Saito: 15-1 / 15-0
- Bambang Suprianto /  Minarti Timur –  Keita Masuda /  Naomi Murakami: 15-9 / 15-13
- Jung Sung-gyun /  Jun Woul-sik –  Takashi Okuda /  Mitsue Tomita: 15-4 / 15-4
- Liu Yong /  Ge Fei –  Hideki Yoshioka /  Ayako Goto: 15-2 / 15-6
- Imam Tohari /  Vita Marissa –  Chen Gang /  Zhang Ning: 11-15 / 15-13 / 15-13
- Ha Tae-kwon /  Chung Jae-hee –  Seiichi Watanabe /  Haruko Matsuda: 15-9 / 15-3
- Zhang Jun /  Yang Wei –  Hiroshi Ohyama /  Naomi Kawaguchi: 15-4 / 15-5
- Wahyu Agung /  Emma Ermawati –  Fumihiko Machida /  Yasuko Mizui: 15-4 / 15-3
- Kim Dong-moon /  Ra Kyung-min –  Bambang Suprianto /  Minarti Timur: 15-10 / 15-2
- Liu Yong /  Ge Fei –  Jung Sung-gyun /  Jun Woul-sik: 15-0 / 15-6
- Ha Tae-kwon /  Chung Jae-hee –  Imam Tohari /  Vita Marissa: 15-9 / 15-9
- Zhang Jun /  Yang Wei –  Wahyu Agung /  Emma Ermawati: 15-5 / 15-11
- Liu Yong /  Ge Fei –  Kim Dong-moon /  Ra Kyung-min: 15-9 / 15-11
- Ha Tae-kwon /  Chung Jae-hee –  Zhang Jun /  Yang Wei: 15-6 / 9-15 / 17-14
- Liu Yong /  Ge Fei –  Ha Tae-kwon /  Chung Jae-hee: 15-1 / 15-3